# Sardara
Sardara (en sard, Sàrdara) és un municipi italià, dins de la província de Sardenya del Sud. L'any 2007 tenia 4.350 habitants. Es troba a la regió de Marmilla. Limita amb els municipis de Collinas, Mogoro (OR), Pabillonis, San Gavino Monreale, Sanluri i Villanovaforru.

## Administració
| Període | Identitat     | Partit        |
| ------- | ------------- | ------------- |
| 2005-   | Giorgio Zucca | Llista cívica |